# Alexander von Koller

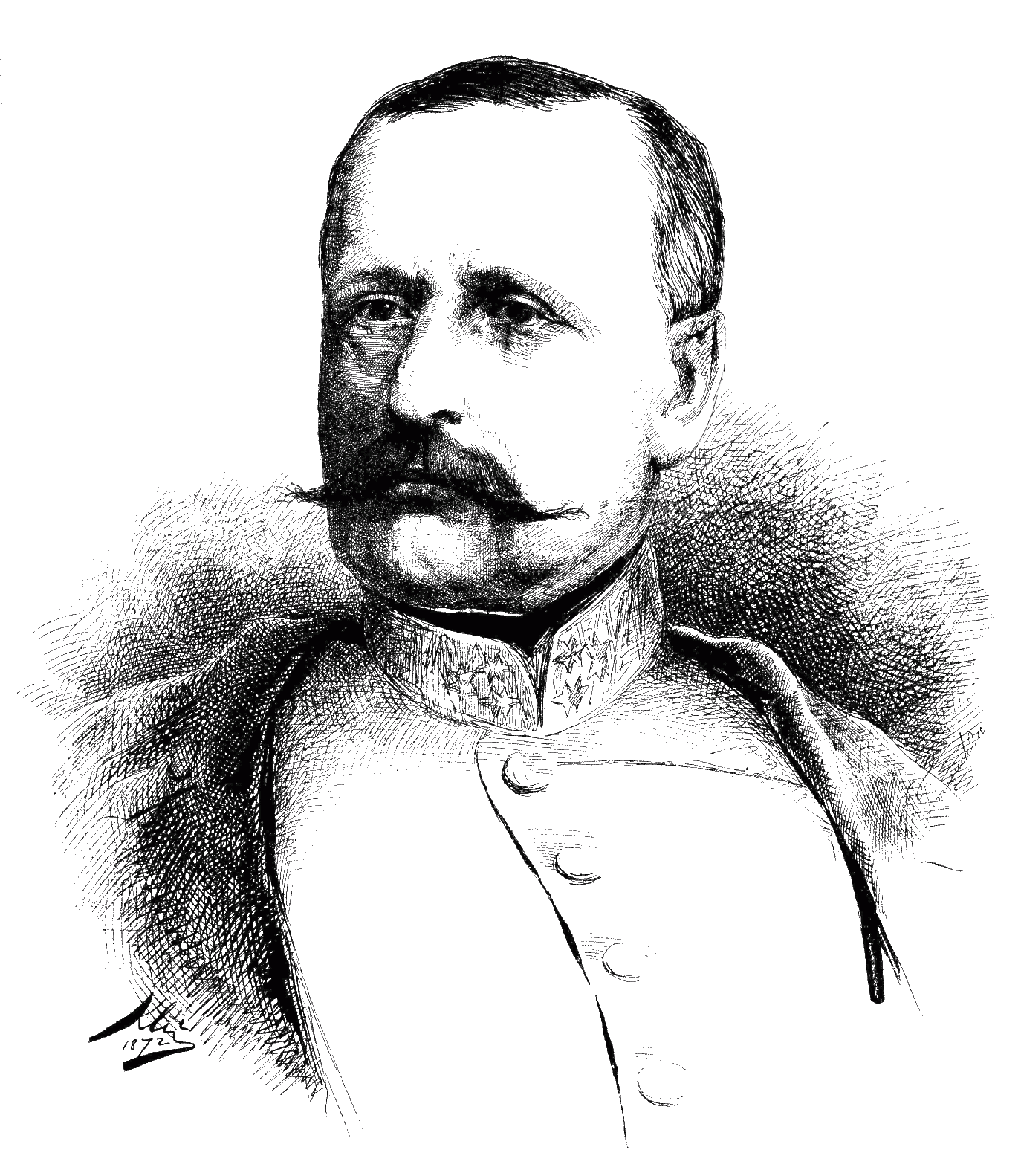
Alexander Freiherr von Koller
por Karel Klíč (Der Floh, 1872)

Alexander von Koller (3 de junio de 1813 - 29 de mayo de 1890) fue un oficial militar austrohúngaro, quien alcanzó el rango de General de Caballería y sirvió como Ministro de Guerra Imperial y Real entre 1874 y 1876.

## Familia
Alexander von Koller nació en Praga, siendo el hijo de Franz von Koller, un Teniente Mariscal de Campo austríaco quien había servido en las Guerras Napoleónicas, y de Johanna von Gränzenstein. Franz von Koller había recibido el estatus baronial en 1809. En 1846, Alexander contrajo matrimonio con Auguste Raymann y tuvo dos hijos varones, Alexander y August, y una hija, Johanna.

## Biografía
Von Koller pasó su carrera militar ascendiendo en los rangos mediante el servicio en varios regimientos de los Húsares Imperiales y Reales. En 1848, como ordenanza, luchó del lado austrohúngaro en la Primera guerra de la Independencia italiana, en la batalla de Sommacompagna, una escaramuza por el Salizone, y en la batalla de Custoza. En 1849, se distinguió en las escaramuzas en Borgo San Siro y Gambolò. En 1859, durante la Segunda guerra de la Independencia italiana, von Koller recibió la Cruz de Caballero de la Orden de Leopoldo por su servicio. En 1866, durante la Tercera guerra de la Independencia italiana, fue admitido en la Orden de la Corona de Hierro, de Segunda Clase, fue promovido al rango de teniente mariscal de campo, y recibió el mando del 5.º (Nicolás I, emperador de Rusia) Regimiento de Dragones Imperial y Real. En 1868 se convirtió en líder de la lugartenencia en Praga. Por este servicio fue promovido a la Primera Clase de la Orden de la Corona de Hierro y fue admitido en el Consejo Privado.
Después de un periodo como comandante militar de Presburgo, von Koller fue seleccionado como Teniente Gobernador y comandante general de Bohemia en 1871. Tuvo éxito en influir en las elecciones de 1872 para la Dieta Bohemia en favor de los "lealistas constitucionalistas", de tal modo que a pesar de la mayoría eslava (checa) en la población bohemia, fue asegurada una mayoría austro-germana en la Dieta. Las medidas que von Koller tomó para conseguir este objetivo incluyeron corrupción y violencia abierta y en último término exacerbaron el conflicto nacional en Bohemia. Sus acciones en este papel fueron recompensadas en Viena, donde se le concedió la Gran Cruz de la Orden de Leopoldo.
En 1873, von Koller fue promovido al rango de General de Caballería y en 1874 fue elegido Ministro de Guerra Imperial y Real. En su retiro en 1876, recibió la Gran Cruz de la Orden de San Esteban de Hungría. Además de estos honores, fue miembro vitalicio de la Cámara de los Señores austríaca y fue Capitán del 1.º Regimiento de Arqueros de la Guardia. También recibió la ciudadanía honoraria en varias ciudades bohemias.
Una noticia del periódico del 29 de mayo de 1890 proclamaba que, después de una larga y difícil enfermedad, "había habido una mejora significativa" en la condición de Koller, pero en la siguiente edición del diario el 31 de mayo, se informó que Koller había fallecido en Baden bei Wien. A su funeral asistió el emperador Francisco José I.